# دوفصلنامۀ پژوهش‌های کیفی در علوم رفتاری
دوفصلنامۀ پژوهش‌های کیفی در علوم رفتاری (به انگلیسی: Biannual Journal of Qualitative Research in Behavioral Sciences و مخفف QRBS) توسط گروه روان‌شناسی دانشگاه بیرجند منتشر می‌شود. این مجله از وزارت فرهنگ و ارشاد اسلامی (شمازۀ 87506  به تاریخ 1399/11/06) مجوز انتشار دریافت نموده و علاوه بر پژوهش‌های اصیل کیفی، از مقاله‌های مروری که در آن روش‌های پژوهش کیفی بررسی و مقایسه شده و جنبه‌های مفهومی (تجزیه و تحلیل مفهوم)، نظری، روش‌شناسی و دیدگاه‌های اخلاقی در پژوهش‌های کیفی را تحلیل کنند نیز استقبال می‌کند. همچنین پژوهش‌های ترکیبی در حوزۀ علوم رفتاری در صورتی که کاملاً مطابق با چارچوب این روش‌ها انجام شده باشند نیز مورد بررسی و منتشر خواهند شد.
اولین شمارۀ مجله در خرداد 1401 منتشر شده است. فصلنامۀ پژوهش‌های کیفی در علوم رفتاری به صورت الکترونیکی هر شش ماه یک بار منتشر می‌شود. مقالات به صورت دوسو ناشناس ارزیابی می‌شوند و دسترسی به مقالات آزاد است.

### نوع مقالات
«دوفصلنامۀ پژوهش‌های کیفی در علوم رفتاری» نتایج پژوهش‌های که با یکی از رویکرد کیفی  (پدیدارشناسی، بنیادبخشی نظریه، روایت‌پژوهی، تحلیل گفتمان، تاریخچه‌ زندگی، قوم‌نگاری، اقدام‌پژوهی، مطالعه‌ موردی و ...) در حیطۀ علوم رفتاری انجام شده باشند را منتشر می‌کند. علاوه بر آن، مقاله‌های مروری که در آن روش‌های پژوهش کیفی بررسی و مقایسه شده و جنبه‌های مفهومی (تجزیه و تحلیل مفهوم)، نظری، روش‌شناسی و دیدگاه‌های اخلاقی در پژوهش‌های کیفی را تحلیل کنند نیز استقبال می‌کند. همچنین پژوهش‌های ترکیبی در حوزه‌ علوم رفتاری، در صورتی که کاملاً مطابق با چارچوب این روش‌ها انجام شده باشند، ارزیابی و منتشر خواهند شد.

## نشریات پژوهش‌های کیفی در ایران
- دوفصلنامه پژوهش‌های کیفی در علوم رفتاری : ناشر گروه روان‌شناسی دانشگاه بیرجند
- فصنامه پژوهش‌های کیفی در برنامه‌ریزی درسی : ناشر دانشگاه علامه طباطبائی
- مجله تحقیقات کیفیی در علوم سلامت : ناشر دانشگاه علوم پزشکی کرمان